# 黒川祐次
黒川 祐次（くろかわ ゆうじ、1944年〈昭和19年〉 - ）は、日本の外交官。ウクライナ駐箚特命全権大使、コートジボワール駐箚特命全権大使などを歴任した。

## 経歴・人物
愛知県出身。愛知県立旭丘高等学校を経て、1967年に東京大学教養学部国際関係論分科卒業、外務省入省。1986年から1989年まで、在モントリオール総領事。1990年から1994年まで、国際交流基金総務部長。1996年から1999年まで、在ウクライナ特命全権大使。1999年から2001年まで衆議院外務調査室長、常任委員会専門員、外務委員会専門員。2002年から在コートジボワール特命全権大使。退官後、日本大学国際関係学部国際関係学科教授。2008年「コートジボワールの紛争と日本の対応」で日本大学博士（国際関係）。2021年、瑞宝中綬章受章。現在は、ウクライナ研究会（国際ウクライナ学会日本支部）賞選考委員長を務めている。

## 同期
- 竹内行夫（2008年最高裁判所判事・2002年外務事務次官・2001駐インドネシア大使）
- 大島賢三（2007年国際協力機構副理事長・2004年国連大使・2003駐オーストラリア大使・01年国連事務次長）
- 高野紀元（2005年駐独大使・2003年駐韓国大使・2001年外務審議官）
- 阿南惟茂（2001年駐中国大使）
- 阿部信泰（2006年駐スイス兼駐リヒテンシュタイン大使・2003年国連事務次長・2001年駐サウジアラビア大使・1999年ウィーン国際機関政府代表部大使）
- 山崎隆一郎（2007年駐関西担当大使・2004年駐フィリピン大使・2001年駐ベトナム大使）
- 上田秀明（2008年人権人道担当大使・2004年駐オーストラリア大使・2000年駐ポーランド大使）
- 浅見真（駐コロンビア大使）
- 阿部知之（外務省大臣官房長）
- 渡辺俊夫（駐アルゼンチン大使）
- 西村六善（OECD大使、外務省欧亜局長）
- 渡辺彬（駐アルジェリア大使）
- 天江喜七郎（2005年大阪担当大使・2002年駐ウクライナ大使・2000年駐シリア大使・1998年外務省中近東アフリカ局長）

## 著書
- 『物語 ウクライナの歴史―ヨーロッパ最後の大国』中公新書, 2002
- The Impact of Globalization on Japan's Public Policy: How the Government is Reshaping Japan's Role in the World, 2008. The Edwin Mellen PressLewiston, New York, USA